# Kazem Shahryari
Kazem Shahryari est un poète, dramaturge et metteur en scène français d'origine iranienne, directeur artistique de l'Art Studio Théâtre.

## Biographie

### En Iran[2]
Kazem Shahryari est né à Kermanchah.   
Passionné de littérature, il est arrêté et passé à tabac par la Savak à 16 ans. Il venait alors d'écrire un poème en hommage à la poétesse Forought Farrokhzad.  
C'est cet événement qui signe son entrée dans le monde du théâtre et également en politique. Certains livres philosophiques et politiques étant interdits, il fallait les faire circuler sous le manteau. Leur petit format et leur impression sur du papier cigarette en facilitent la diffusion.   
Formé en Iran à l’École russe de Stanislavski, il entreprend alors des études supérieures de Théâtre à la Faculté des Arts Dramatique de l’Université de Téhéran. Au cours de sa formation, sa première mise en scène sur papier sera Don Carlos, de Schiller. En 1979, il obtient son diplôme de Metteur en Scène de Théâtre et d’Études artistiques. En parallèle, il est conseiller artistique délégué à la Faculté d’Art Dramatique (dramaturgie et mise en scène), membre fondateur du « Syndicat des Artistes et des Interprètes » et secrétaire du « Comité des Droits des Artistes »  
Au cours de son parcours, il a rencontré et travaillé sous la direction de plusieurs hommes de théâtre : Eugène Ionesco, Sir Laurence Olivier, Jerzy Grotowski, Marcel Marceau, Utpall Dutt…  
Ses activités théâtrales et poétiques l'ont contraint à l'exil.

### Débuts en France
Arrivé en France en 1983 et exilé politique, il a aussitôt continué ses activités artistiques en passant d'abord un certificat supérieur de la langue et de la civilisation française à l’INALCO avant de passer son DEA d'Études théâtrales et cinématographique à la Sorbonne-Paris-III.
Dès l’année suivante, il travaille avec Andreas Voutsinas  au Théâtre des 50 à Paris, et également comme dramaturge au Théâtre de la Ville de Paris.
Il est naturalisé français en 1993. 

## Parcours

### Théâtre

#### L’Art Studio Théâtre
Il fonde l’Art Studio Théâtre (AST, qui signifie être en persan) en 1986. D'abord localisé dans le 13e arrondissement de Paris dans les Frigos, il se déplace en 1989 dans le 18e de Paris, à Marx Dormoy, puis en 1990 il déplace ses locaux dans un petit théâtre "de poche" dans le 20e rue Frédérick-Lemaître. En 1993, le théâtre est finalement déplacé et construit dans le 19e arrondissement de Paris, au 299 rue de Belleville (entrée par 120bis rue Haxo).   
Son objectif est de promouvoir la formation, la recherche et la création. Il y forme notamment les acteurs professionnels (formations continues) depuis les années 80. Le lieu est subventionné par le Ministère de la culture, conventionné par le Ministère du travail, par l'AFDAS, par la Région Île-de-France, par le Département et par la Ville de Paris. De nombreuses pièces y seront joués, notamment toutes ces créations et mises en scène.   

#### Créations
Poète, il a publié une dizaine de recueils.  
Dramaturge, il a également publié une dizaine de pièces de théâtre et un essai. 

### Cinéma
Kazem Shahryari a réalisé plusieurs courts métrages en 2010/2011, présentés dans le cadre du Festival de Limoge ainsi qu’au cinéma Le LIDO de Saint-Maur-des-Fossés. Il s'agit d'une série de quatre courts métrages, "L'Air Taxi",  de 19 minutes, dont les histoires se déroulent dans un taxi parisien.
1. Premier conte : Rendez-vous. Un premier, un deuxième, puis un troisième taxi arrivent à un rendez-vous... où aucun client ne les attend. Un homme arrive qui justement a besoin d'un taxi. Honneur aux dames.
2. Deuxième conte : Possédée. Une femme bon chic bon genre monte dans un taxi. Elle regrette d'avoir attendu très longtemps... à 30 mètres d'une borne de taxi. Elle regrette le Paris d'antan, beaucoup plus sûr surtout pour une femme seule.
3. Troisième Conte : Perdue. Une femme vacillante monte dans un taxi conduit par... un chauffeur noir. Elle lui dit d'avancer. Avant de démarrer, le conducteur voudrait que sa cliente lui indique sa destination. La femme commence à l'insulter.
4. Quatrième Conte : Etranger. Une femme monte dans un taxi pour le Pont des arts. Vêtue d'une grande cape noire, elle est vannée. La nuit a été longue. Le chauffeur essaie de lui parler, de la réconforter.

### Peinture et sculpture
Pour ses pièces de théâtre, Kazem Shahryari a toujours réalisé ses affiches lui-même. La plupart sont ses propres peintures, qu'il réalise en France depuis les années 1990. Depuis 2020, et à la suite de la fermeture de son théâtre, il s'est également mis à la sculpture sur bois. 

### Actions
Il mène plusieurs actions dans toute la région parisienne avec la DRAC Île-de-France, le Ministère de l'Éducation nationale, la Maison des Écrivains, des comités culturels d’entreprise, avec les lycées, les collèges, et les écoles d'Île-de-France, et enfin dans les bibliothèques et médiathèques. 
Avec les lycées, collèges et écoles, mais également avec des centres culturels, plusieurs oeuvres ont été réalisées dont cinq publiées : 
- Symphonie du désordre :  en 2000 avec le collège Pierre Semard à Bobigny
- Personne à qui le dire : en 2000 avec le collège Denecourt de Bois-le-Roi
- Conseils de la Cigogne : en 2003 avec le collège Pierre Semard de Bobigny
- Passion : en 2006 avec le collège Paul Eluard de Bonneuil-sur-Marne
- La Cour Neuve : en 2008 avec le Centre Culturel Jean Houdremont

#### Réseau théâtral et Vie Associative
Il est sociétaire à la SACD, et est également membre actif de la Maison des Écrivains, de la Société des Gens de Lettres - associations 1901 et des Membres des Écrivains Associés du Théâtre (EAT). Il est membre fondateur du CERCLE, le centre de recherche, système Stanislavski et les Écoles d'acteurs (Brecht, Grotowski, théâtre chinois…). Enfin, il est membre de FENCE, Réseau international de Dramaturgie

#### Milieu éditorial
Depuis 1998, il dirige de la Collection "Théâtre des 5 Continents” aux Editions L'Harmattan et depuis 2002 la Collection “Création/Réel”. Il a été rédacteur en chef de " La figure des Héros dans la création contemporaine ", à L’Harmattan, Collection Création/Réel à l’occasion des XIXe Rencontres Charles Dullin mars 2002. De 1994-1996, il a été éditorialiste de la revue Miroir (réflexion sur la formation et la création théâtrale).

#### Enseignement
De 2001 à 2002, il enseigne à l'IUT de Toulon sur l'Art de la parole.  

#### La Camionnette du poète itinérant
Depuis 2018, Kazem Shahryari a aménagé une camionnette qui circule dans la Courneuve afin de recevoir la parole des habitants. Il a ainsi pour projet de dresser un millier de portraits des habitants de la Courneuve, d'aller à leur rencontre, de connaitre leur histoire et de les rassembler dans un livre. Dans ce cadre, des partages de livres, des lectures et des travaux d'écriture ont été organisés. 

### Prix
En 1999, il a obtenu le Premier Prix du Festival International de Poésie d'Oradea (Roumanie) comme poète de langue française.
En 2012, il a obtenu le prix de meilleur poète par l’International Poetry Translation and Research Centre (Chine)

## Œuvres

### Écritures
- L'Automne précoce, L'Harmattan, "Théâtre des 5 continents", 154 p.
- Portrait dramatique, l'Utopie dans le théâtre contemporain, L'Harmattan, "Collection Création/Réel", 279 p.
- Mémoire Nue, L'Harmattan, "Poètes des 5 continents", 96 p.
- Couleurs de Femmes - L’été, L'Harmattan, "Théâtre des 5 continents", 127 p.
- Départ et arrivée (avec le soutien du Centre national du livre), Kazem Shahryari et Dermot Bolger, L'Harmattan, "Théâtre des 5 continents", 127 p.
- Aller/retour, L'Harmattan, "Théâtre des 5 continents", 92p.
- Le voyage l'emporte, L'Harmattan, "Poètes des 5 continents", 124p.
- Sans la voie lactée, L'Harmattan, "Théâtre des 5 continents", 125p.
- Parle moi du soleil et des oliviers, L'Harmattan, "Théâtre des 5 continents", 107p.
- Les Cendres de l'amour, L'Harmattan, "Poètes des 5 continents", 101p.
- Le Secret de Shouane : les mésaventures de Hassan Katchal, L'Harmattan, "Théâtre des 5 continents", 68p.
- L'Avenir en feu, L'Harmattan, "Poètes des 5 continents", 160p.
- Qu'as-tu vu voyageur ?, Chez Cogito« Poesis-Bilingue » (Roumanie), 150p.
- Au revoir et bonjour Monsieur Brecht - Pâle comme la lune, L'Harmattan, "Théâtre des 5 continents", 95p.

- Rédaction en chef «  La figure des héros dans la création contemporaine » (L’Harmattan, Collection Création/Réel à l’occasion des Rencontres Charles Dullin en )…
- Le Dictionnaire encyclopédique du Théâtre (Sous la direction de Michel Corvin (Les Éditions Bordas 2007))
- Artistes femmes depuis les origines du théâtre (Sous la direction de Michel Corvin (Des éditions « Des femmes » 2011) )

### Recueils de poésie
- Symphonie du désordre, (juin 2000), L'Harmattan
- Personne à qui le dire, (juin 2000), "Éducation Nationale"
- Conseils de la Cigogne, (2003), L'Harmattan
- Passion, (2006), L'Harmattan
- La Cour Neuve, (2008), L'Harmattan
- Encore une nuit tranquille, Lettres Persanes, 168 p.

### Écritures et créations
- L’Eclipse inachevée, Opéra, Salle Pablo Neruda Bobigny (juin 2001),
- Les larmes de tectites, Théâtre, MC93 Bobigny (mai 2002).
- Pas d’homme, Théâtre, Salle Max Jacob Bobigny (2003)
- Le Menu, Théâtre, Canal 93 Bobigny (2004)

### Mises en scène
- 1993 : Contre expertise d’un conte, de Kazem Shahryari, d’après l’exception et la règle de Bertolt Brecht, Art Studio Théâtre - Paris
- 1994 : Aller/Retour, de Kazem Shahryari, Art Studio Théâtre - Paris
- 1995 : Un jour, un poète, de Kazem Shahryari, Art Studio Théâtre - Paris
- 1996 : Sans la voie lactée, de Kazem Shahryari, Théâtre de la Luna – Avignon, Art Studio Théâtre - Paris
- 1996 : Parle moi du Soleil et des Oliviers, de Kazem Shahryari, Collège de la Salle – Avignon, Art Studio Théâtre – Paris
- 1997 : Chantier inédit d'Anton Tchekhov pour une demande en mariage, d'après Anton Tchekhov, de Kazem Shahryari
- 1998 : Le secret de Shouane, de Kazem Shahryari Art Studio Théâtre - Paris
- 1999 : Une poignée de sable, de J. Przezdiecki, Art Studio Théâtre – Paris
- 2000 : Lethal Romance - Mortelle Rapsodie, de Jocelyne Sauvard, - Art Studio Théâtre
- 2001 : Au revoir et bonjour Monsieur Brecht - Pâle comme la lune, de Kazem Shahryari - Théâtre Jean-Vilar - Vitry-sur-Seine
- 2002 : Prodige, de Dermot Bolger, Art Studio Théâtre - Paris
- 2003 : Ombre & lumière d'avril, de Dermot Bolger, Art Studio Théâtre – Paris, Théâtre Jean-Vilar - Vitry-sur-Seine
- 2004-2006 : Départ et arrivée, de Dermot Bolger et Kazem Shahryari, (2004) - Théâtre Jean-Vilar - Vitry-sur-Seine, Salle Jacques Brel - Fontenay-sous-Bois, Théâtre Gérard Philipe Bonneuil-sur-Marne (2004-2006)
- 2005 : Petit Rien, Cabaret Chanson, avec Tatiana Chambert, Théâtre Gérard-Philipe -Bonneuil-sur-Marne
- 2006 : Terre Secrète, de Kazem Shahryari, adaptation libre de Fistons de S.Barry, Art Studio Théâtre - Paris
- 2007 : Son frère aîné, de Ebrahim Makki, Art Studio Théâtre - Paris
- 2007 : Couleurs de Femmes l’été, de Kazem Shahryari, Théâtre Jean-Vilar - Vitry-sur-Seine, Fontenay-en-Scène -Fontenay-sous-Bois, Centre culturel Jean-Houdremont - La Courneuve, Art Studio Théâtre - Paris,
- 2008-2009 : Le Secret Espoir de Tchoul, de Kazem Shahryari, Centre culturel Jean-Houdremont - La Courneuve. Espace 1789 - St-Ouen, Théâtre de l’Arlequin - Morsang-sur-Orge, Art Studio Théâtre - Paris
- 2010 : L'Automne Précoce de Kazem Shahryari, Art Studio Théâtre - Paris
- 2011 : La passion Léo de Jocelyne Sauvard, adaptation et mise en scène de Kazem Shahryari, Art Studio Théâtre
- 2011 : Danse en vol, conception et mise en scène de Kazem Shahryari, Art Studio Théâtre
- 2012 : La Tableau, de Viktor Slavkine, adaptation de Kazem Shahryari, Art Studio Théâtre - Paris
- 2013 : Mon Général, de Marcel Zang, adaptation de Kazem Shahryari, Art Studio Théâtre - Paris
- 2014 : L’autre rive, de Raffael Salis, adaptation de Kazem Shahryari, Théâtre du Roi René – Avignon
- 2014 : Engrenage, de Kazem Shahryari, Art Studio Théâtre - Paris
- 2015 : Bouge de là, de Marcel Zang, adaptation de Kazem Shahryari, Art Studio Théâtre - Paris
- 2015 : Cabaret des Cultures Partagées, de Kazem Shahryari, Théâtre de l’Arlequin – Morsang-sur-Orge, MPT – La Courneuve
- 2016 : Opéra pour que le faible résiste, écrit et mise en scène par Kazem Shahryari, Art Studio Théâtre, 2016
- 2017 : Territoires Exilé Tara-B, de Kazem Shahryari, Art Studio Théâtre - Paris

### Radio
- Laure Adler, France Inter, Panorama, 27 février 2010
- Paula Jacques, France Inter, Cosmopolitaine, 18 novembre 2007